# Muchów
Muchów (niem. Mochau) – wieś w Polsce położona w województwie dolnośląskim, w powiecie jaworskim, w gminie Męcinka, na Pogórzu Kaczawskim (Pogórzu Złotoryjskim) w Sudetach.

## Podział administracyjny
W latach 1975–1998 miejscowość administracyjnie należała do województwa legnickiego.

## Położenie
Wieś położona w południowo-zachodniej Polsce, w południowo-zachodniej części Pogórza Kaczawskiego, na terenie Parku Krajobrazowego Chełmy, około 12 km na północny zachód, od centrum miejscowości Bolków.

## Charakterystyka
Stara rozległa rozproszona wieś o luźnym układzie zabudowań, położona w dolinie dopływów rzeki Kamiennika, u zachodniego podnóża Muchowskich Wzgórz. Przez wieś przebiega droga wojewódzka nr 365 z Jawora do Świerzawy. Zabudowa wsi składa się z pojedynczych budynków gospodarczych i mieszkalnych rozlokowanych na wysokości od 350 do 380 m n.p.m. na długim odcinku wzdłuż drogi, po obu stronach. W centrum wsi przy skrzyżowaniu dróg wznosi się gospoda należąca do rodziny Wandelów. Północną część wsi zajmują częściowo zachowane zabudowania folwarku. Poza wsią, na zachód od głównej drogi, wznosi się otoczony parkiem ośrodek Szkoleniowo – Wypoczynkowy „Pałacyk”.
Muchów jest wsią o rolniczym charakterze i wypoczynkowych walorach. Wokół wsi rozciągają się użytki rolne i rozległe łąki, leżące głównie na podmokłych terenach. Wieś otoczona jest lasami mieszanymi z przewagą drzew liściastych. Na obszarze wsi występują niewielkie pasy zieleni z drzew liściastych w formie przydomowych nasadzeń oraz wzdłuż rzeki i miedz. 

We wsi zachowało się kilka domów mieszkalnych i mieszkalno-gospodarczych o cechach charakterystycznych dla budownictwa regionalnego, z połowy XIX wieku, pałac z początku XX wieku, budynek dawnej gospody rodziny Wandelów z XVIII wieku.
Niedaleko wsi w kierunku północno-wschodnim znajduje się Czartowska Skała.

## Nazwa
Nazwa wsi pochodzi od polskiej nazwy owada muchy. Od muchy - "von mucha - Fliege" wywodzi ją regionalista Otto Koischwitz oraz niemiecki językoznawca Heinrich Adamy. W swoim dziele o nazwach miejscowości na Śląsku wydanym w 1888 roku we Wrocławiu jako najstarszą zanotowaną nazwę wsi podaje Muchowo notując jej znaczenie "Fliegenplatz" czyli "Miejsce much".
Pierwsza wzmianka o miejscowości zanotowana jest w średniowiecznym dokumencie z 1203 roku gdzie wymieniona jest wieś Muchovo, a kolejna pochodzi z 1283 roku Muchove.

## Historia
Miejscowość wymieniana jest jako własność cystersów, słynąca w średniowieczu z rybactwa stawowego i łowiectwa. Na terenie obecnej wsi istniała wcześniej stara słowiańska osada, która została skolonizowana przez cystersów z Lubiąża. W 1283 roku książę Henryk V Legnicki podarował mnichom ziemię i część lasu w Pomocnem i potwierdzeniem w dokumencie zwolnieni mieszkańców wsi z obciążeń na rzecz księcia. Od 1637 roku wieś była własnością von Schweinichenów, następnie rodziny von Vogten, a w latach 1883-1945 wieś należała rodu do von Sprengerów z Małuszowa. Po II wojnie światowej, rozpoczęto wysiedlanie ludności pochodzenia niemieckiego i osiedlanie polskich przesiedleńców.

## Zabytki
Do wojewódzkiego rejestru zabytków wpisany jest obiekt:
- zespół pałacowy:
  - pałac, obecnie nr 7, z 1910 r.
  - park, z początków XX w.

## Inne
- Liczba mieszkańców: 168[1], sołtys: Zdzisław Sapieło (od roku 1988)
- Wieś do 1945 roku nosiła nazwę Mochau
- Pierwszym sołtysem po II wojnie światowej był Józef Wójcik (od roku 1947)
- Na północny zachód od wsi znajdują się pozostałości po cysterskich stawach rybnych
- Każdego roku w lipcu na podmokłych „Muchowskich łąkach” odbywa się dolnośląska impreza edukacyjno-rekreacyjna „Muchowska Kosa”